# 杜韵
杜韵 （1977年6月18日—），美籍华裔作曲家，音乐家和行为艺术家。2017年4月10日凭借歌剧作品《天使之骨》被授予普利策音乐奖， 成为获得此大奖的唯一亚洲女性。 2019年第61届格莱美音乐奖最佳古典乐作曲家提名。

## 生平
杜韵1977年出生在中国上海，4岁开始在上海音乐学院附属小学练习钢琴。之后就读于上海音乐学院附属中学和上海音乐学院学习。后移民美国，陆续拿到欧柏林音乐学院作曲专业学士学位和哈佛大学音乐作曲博士学位。师从邓尔博和陈钢。
2017年4月10日凭借歌剧作品《天使之骨》被授予普利策音乐奖。
2018年古根海姆大奖等音乐界最具分量作曲奖项，并以作品《Air Glow》获得2019年第61届格莱美音乐奖最佳古典乐作曲家提名  。此前，杜韵为小提琴家 Hilary Hahn创作作品为其赢得格莱美最佳室内乐专辑奖 。个人专辑2017、 2018年连续登上《纽约客》年度十佳唱片、2019《纽约时报》年度最佳唱片、2019年北京国际音乐节年度艺术家 、俄罗斯BraVo2019最佳古典音乐奖。并连续登上《意大利滚石杂志》和《英国古典音乐》十年回顾榜，被列入2010年代艺术家榜单。
2017年发起《未来传统计划》。
现为美国约翰霍普金斯大学皮博迪音乐学院作曲教授。目前常驻纽约。

## 合作
杜韵与戏剧艺术家赖声川， 黄哲伦, 视觉艺术家Shahzia Sikander和陆扬均有合作。

## 评价
杜韵被视为当今世界最优秀的年青一代作曲家引领人物。 她被纽约时报描述成为"冒险的折中作曲家" 和 "一个独特的走在前卫边缘的女主角"。《华盛顿邮报》称之为”“史上最佳35位女作曲家之一；” 《纽约客》称她的作品“源源不绝的原创力量与坚定不移的入世良知” 。